# 朴子 (大字)
朴子，原稱樸仔腳，是臺灣嘉義縣朴子市的一個傳統地域名稱，位於該市北部略偏西。相較於今日行政區，其範圍大致包括博厚里北半部及東南部凸出部分、內厝里東南半部、順天里、開元里、安福里、中正里、平和里東北大半部、文化里不含西半葉的西部及東半葉的南半部。

## 歷史
台灣日治初期，朴子地區為一街庄（舊制街庄），稱為「樸仔腳街」，隸屬於大槺榔西堡。該街昔日西北及東北隔朴子溪分別與更藔庄、下雙溪庄為界，東與雙溪口庄為鄰，東南邊為大槺榔庄，南邊為下竹圍庄，西邊為𧃽菜埔庄。
1901年（日治明治三十四年）11月11日，全台設置二十廳，該街隸屬於嘉義廳。1904年（明治三十七年）2月15日，該街編入「樸仔腳區」，隸屬於嘉義廳。1909年（明治四十二年）10月25日，全台整併二十廳為十二廳，該街仍隸屬於嘉義廳。1910年（明治四十三年）1月18日，各區管轄區域調整，該街仍隸屬於嘉義廳的「樸仔腳區」。1920年（大正九年）10月1日，全台廢十二廳改設五州二廳，該街改制為「朴子」大字，隸屬於臺南州東石郡朴子街（新制街庄）。
戰後朴子街改制為朴子鎮，隸屬於臺南縣，大字亦改制為里。1950年（民國39年）10月25日，雲、嘉、南分治，朴子鎮改隸屬於嘉義縣。1992年（民國81年）9月10日，朴子鎮升格為縣轄市朴子市。

## 聚落
本地區發展較早的聚落為樸仔腳，在日治期初期的官方地圖上已有記載。

## 交通
省道台19線又稱「中央公路」，是彰化至台南永康的幹道，經過本地區中西部。由該道路北行可前往六腳鄉、雲林縣北港鎮、元長鄉、襃忠鄉等地；南行可前往義竹鄉、臺南市鹽水區、學甲區、佳里區等地。
縣道157號是斗南至過溝的道路，經過本地區朴子市區，在本地區路段均與縣道168號共線。由該道路（大方向）北行可前往六腳鄉、新港鄉、溪口溪、雲林縣大埤鄉、大埤鄉/斗南鎮邊界，並止於斗南市區南郊的省道台1線路口；南行可前往東石鄉東南端、布袋鎮北部的過溝，並止於省道台17線路口。
縣道167號是朴子至麻魚寮（實際終點為後潭）的道路，其西側端點（起點）位於本地區縣道157號、縣道168號共線路口。由此（大方向）東行可前往鹿草鄉、太保市的後潭，並止於縣道168號路口。
縣道168號又稱「嘉朴公路」，是東石至中庄的道路，經過本地區朴子市區，在本地區路段均與縣道157號共線。由該道路西行可前往東石鄉東石市區；東行可前往太保市、水上鄉的中庄，並止於縣道165號轉角路口。

## 學校
- 東石國中
- 朴子國小

## 文化資產
- 朴子配天宮（縣定古蹟）
- 東石郡役所（縣定古蹟）
- 朴子水道配水塔（縣定古蹟）
- 日新醫院（縣定古蹟）
- 朴子國小舊禮堂（歷史建築）
- 朴子原東石神社（歷史建築）